# Aeroportul Sanming Shaxian
Aeroportul Sanming Shaxian (IATA: SQJ, ICAO: ZSSM) este un aeroport din Shaxian District⁠(d), Sanming⁠(d), Fujian, Republica Populară Chineză ce deservește zona Sanming⁠(d). Aeroportul a fost tranzitat în 2022 de 116.855 de pasageri. A fost deschis în 7 martie 2016 și numit după zona deservită.
aeroportul dispune de o singură pistă.